# بخش رمس
بخش رمس (به فرانسوی: Arrondissement de Reims) یک بخش در فرانسه است که در مرن واقع شده‌است.